# Legea
Legea es una empresa multinacional italiana de artículos deportivos, cuya sede central se encuentra en Nápoles.

## Historia
La empresa fue fundada en 1993 en Pompeya (Nápoles) por los hermanos Luigi, Elena y Giovanni Acanfora. Su sede central se ubica en Nápoles.
Legea se dio a conocer a mediados del 2010, ya que vistió a la Selección de Corea del Norte en la Copa Mundial de Fútbol de 2010. El presidente de la compañía, Valter Miraglia, afirmó que él y su compañía no tenían problemas en vestir al seleccionado norcoreano, sino al contrario que sería una gran oportunidad para dar a conocer su marca en tan respetada competición futbolística. Entre otras declaraciones, también dijo lo siguiente: "Somos una empresa apolítica, nosotros hacemos negocios. El resto no nos interesa".